# Bokujinkai
Bokujinkai (墨人会, Personnes de l'encre) est un collectif d'artistes de calligraphie japonaise, un groupe de recherche et une société d'exposition. Elle a été fondée par les calligraphes Morita Shiryū, Inoue Yūichi, Eguchi Sōgen, Sekiya Yoshimichi et Nakamura Bokushi en 1952.
Bien qu'encore actif aujourd'hui, Bokujinkai reste surtout connu pour ses activités dans les années 1950, lorsque ses membres ont contribué à faire progresser la calligraphie d'avant-garde (前衛書, zen'ei sho) ou la calligraphie moderne (現代書, gendai sho) au Japon et à l'étranger.

## Histoire

### Fondation

#### Membres fondateurs
Bokujinkai a été fondé par Morita Shiryū (1912-1998), Inoue Yūichi (1916-1985), Eguchi Sōgen (d) (1919-2018), Sekiya Yoshimichi (d) (1920-2006) et Nakamura Bokushi (1916-1973) le 5 janvier 1952 à Ryōan-ji à Kyoto. Les cinq membres étaient tous des étudiants du calligraphe expérimental Sōkyū Ueda. La formation de Bokujinkai peut être considérée comme une scission formelle à la fois de la calligraphie académique et d'autres calligraphes d'avant-garde.

#### Prise de distance avec l'académiste puis le Keiseikai
La formation du Bokujinkai a été fortement influencée par le paysage du monde de la calligraphie japonaise dans les années qui ont suivi la fin de la Seconde Guerre mondiale. En général, depuis l'ère Meiji, la calligraphie a été exclue du domaine du grand art et n'a été incluse dans les expositions officielles des salons qu'en 1948. Le grand public la considérait comme démodée et stagnante, et cette réputation ne fit que se consolider pendant l'occupation américaine, lorsque la calligraphie fut qualifiée de féodale et retirée du programme scolaire. Ce rejet public choquant de la calligraphie pendant l’occupation, combiné à l’espoir promis par son admission dans le salon, a incité les calligraphes, en particulier les membres de Bokujinkai, à moderniser proactivement la calligraphie.
Au début de l'après-guerre au Japon, divers styles de calligraphie innovants et modernes s'étaient déjà cristallisés : kindaishi bunsho (近代詩文書, calligraphie de poésie moderne), shōjisūsho (字数, calligraphie de quelques caractères) et zen'ei sho (前衛書, calligraphie d'avant-garde de plus en plus éloignée des caractères écrits et de leurs significations). La croissance du zen'ei sho a bouleversé les calligraphes conservateurs de la calligraphie académique et a créé un conflit tendu et permanent entre les calligraphes traditionnels et les calligraphes expérimentaux. Les fondateurs du Bokujinkai pensaient que les calligraphes d'avant-garde s'étaient trop embourbés dans ce conflit et que, par conséquent, ils n'accordaient pas suffisamment d'attention à l'avenir de la calligraphie.
Les cinq membres initiaux du Bokujinkai faisaient tous partie d'un autre groupe de calligraphie d'avant-garde connu sous le nom de Keiseikai (奎星会, Groupe de l'étoile Megrez), fondé en novembre 1940 par Ueda, Morita et un autre étudiant d'Ueda, Sesson Uno. Avant la Seconde Guerre mondiale, Ueda et son professeur Hidai Tenrai avaient été les premiers partisans de la calligraphie expérimentale. Cependant, dans les premières années d'après-guerre, les cinq fondateurs de Bokujinkai ont estimé qu'Ueda était trop préoccupé par gagner contre l'académisme plutôt que pour la calligraphie elle-même, ce qui entravait les connexions et les opportunités internationales nécessaires pour les calligraphes japonais. Ils pensaient également qu’Ueda se conformait toujours aux hiérarchies traditionnelles du monde de la calligraphie en adoptant une position « autoritaire » envers ses étudiants. La création de Bokujinkai fut ainsi une opportunité de s'émanciper de la relation de domination entre le maître et son élève et de commencer à travailler de manière autonome en tant qu'artistes individuels avec une mentalité globale. Dans le même temps, dans la mesure où une grande partie de la calligraphie expérimentale de Bokujinkai, son réseau de partisans dans le monde de l'art et de la calligraphie et ses revues mensuelles proviennent tous de Keiseikai, Bokujinkai peut être considéré comme une émanation et un développement de ce groupe.

#### Manifeste
Le manifeste de Bokujinkai a été publié dans le numéro inaugural de leur journal Bokujin en avril 1952. Le manifeste déclare que la pratique actuelle de la calligraphie est « appauvrie » en raison de son long isolement par rapport à l’art moderne, et appelle à l’ouverture du monde de la calligraphie aux intérêts et aux artistes extérieurs, en particulier à ceux qui ne sont pas du Japon : « Nous sommes pleinement conscients que nous nous trouvons maintenant à un moment crucial : l’art de la calligraphie, qui a conservé sa longue tradition dans un coin de l’Orient, peut-il se revitaliser en tant qu’art contemporain authentique, ou la catégorie même [de la calligraphie] va-t-elle s’éteindre en étant complètement absorbée par des artistes progressistes ? ». Enfin, le groupe proclame son indépendance par rapport à tout groupe de calligraphie existant, affirmant que c’est seulement en se séparant des « institutions existantes » qu’il pourrait poursuivre la voie de l’avant-garde.

### Première période
Les premières années de Bokujinkai peuvent être caractérisées par leurs œuvres les plus expérimentales et leurs plus grands efforts pour repousser les limites de la calligraphie au Japon et à l'étranger. Au Japon, le groupe s’est attaché à innover dans la pratique de la calligraphie et à élargir ce domaine en collaborant avec des artistes modernes. Par exemple, Bokujinkai a organisé et participé à de nombreuses tables rondes avec des artistes et calligraphes modernes pour discuter du statut de la peinture et de la calligraphie, tant au Japon qu'en Occident.
Dans le cadre de ses efforts visant à élargir le public de la calligraphie, Bokujinkai a également consacré des efforts considérables, au cours de ses premières années, à la sensibilisation du monde de l'art occidental. Morita a envoyé des exemplaires du journal mensuel du groupe, Bokubi, à d'importantes galeries de New York et de Paris. Bokujinkai a pu établir des contacts avec des artistes de premier plan, dont Franz Kline, Pierre Alechinsky, Pierre Soulages, Georges Mathieu et d'autres artistes qui travaillaient dans des styles de peinture expressionnistes abstraits ou tachistes, dont le style pictural s'approchait vaguement de la calligraphie.
La correspondance de Bokujinkai avec Franz Kline fut particulièrement fructueuse au début des années 1950. Morita a présenté quelques-unes de ses peintures dans le premier numéro de Bokubi en 1951, démontrant ainsi son propre engagement en faveur de l'expansion internationale de la calligraphie. Les peintures de Kline, bien qu'étant des huiles sur toile, se composaient de traits noirs audacieux sur fond blanc et semblaient étonnamment proches de la calligraphie avant-gardiste de Bokujinkai. Bokujinkai a envoyé le premier numéro de Bokubi à Kline, qui a répondu positivement, et les deux parties ont continué à échanger des périodiques et des images de leurs œuvres. Les critiques ont remis en question l'influence de la calligraphie sur le travail de Kline et vice versa, mais il semble que les deux parties soient arrivées à une expression visuelle similaire à peu près à la même époque. Pour Bokujinkai, la découverte de l’œuvre de Kline et leur correspondance amicale avec lui étaient un signe que la calligraphie pouvait atteindre une importance artistique internationale. Cependant, à mesure que la réputation de Kline grandissait aux États-Unis, il commença à se distancer du Bokujinkai et à affirmer que ses peintures étaient en fait assez différentes de la calligraphie japonaise. Cela était probablement dû à un nationalisme artistique croissant entourant l'expressionnisme abstrait à New York, plutôt qu'à une rupture décisive entre Kline et Bokujinkai. Néanmoins, les efforts pour ouvrir leur style à l'international payent, et plusieurs expositions sont organisées dans des galeries et musées de premier plan.

### Deuxième période
La plupart des chercheurs distinguent les premières activités de Bokujinkai, à vocation internationale, de sa pratique calligraphique ultérieure, plus insulaire. Dans les années 1960, en réponse au rejet croissant et aux critiques négatives des critiques occidentaux et japonais, ainsi qu'à la croissance exponentielle de la peinture et de l'installation d'avant-garde, les membres de Bokujinkai ont commencé à se concentrer davantage sur leur propre calligraphie et leurs activités internes plutôt que sur une sensibilisation mondiale ou même intergenre. Certains membres fondateurs, dont Eguchi, ont fini par quitter le groupe en raison de son organisation de plus en plus hiérarchisée sous Morita, ce qui, selon lui, allait à l'encontre des objectifs initiaux du groupe.
Aujourd'hui, le groupe maintient un système d'adhésion actif et stratifié et est dirigé par des calligraphes tels que Sōsai Inada, un ancien élève de Morita. En plus des expositions et événements internes du groupe, le groupe mène également des recherches sur la calligraphie et publie des catalogues d'œuvres d'anciens membres de Bokujinkai.

## Philosophie

### Principes initiaux

#### Avant-gardisme
Les membres du groupe Bokujinkai se qualifiaient eux-mêmes d'« avant-gardistes », mais leur conception de l'avant-gardisme était différente de celle des artistes d'avant-garde européens qui attaquaient la notion même d'art. Bien que de nombreuses œuvres des membres du groupe aient brouillé la frontière entre calligraphie et peinture, l'intention du groupe n'était pas de démanteler le domaine de la calligraphie en soi, mais de légitimer la calligraphie comme une forme d'art moderne équivalente à la peinture. L’objectif n’était pas de rejeter la tradition, mais de l’adopter et d’insister sur ses chevauchements inhérents avec l’art moderne et sur sa pertinence par rapport à celui-ci.
L'avant-gardisme de Bokujinkai s'alignait plus étroitement sur l'avant-gardisme européen au niveau de la critique culturelle et politique. Leur manifeste appelait à la démocratisation de la calligraphie académique hautement stratifiée au Japon, et ils aspiraient à créer une structure de pouvoir horizontale au sein du Bokujinkai.

#### Internationalisation
Dans ses écrits et tables rondes, Bokujinkai a plaidé en faveur du sekai-sei (世界性, pertinence mondiale) de la calligraphie. Le groupe pensait que la reconnaissance internationale était une façon de prouver à la calligraphie académique qu’il devait s’étendre, innover et se moderniser afin de maintenir sa pertinence.
Les premiers efforts de Bokujiinkai pour nouer des liens internationaux avec des artistes européens et américains d'après-guerre découlent en partie d'un article écrit en 1948 par Morita intitulé « Like a Rainbow ». Dans cet article, Morita imagine un arc-en-ciel métaphorique où l'arc de la calligraphie japonaise et celui de la peinture abstraite européenne et américaine pourraient finalement fusionner pour former un pont enjambant le globe. Selon Morita, l’un des principaux moyens de concrétiser cette vision était d’encourager une appréciation de la calligraphie basée principalement sur ses qualités formelles, similaires à la peinture. En célébrant les qualités formelles plutôt que lexicales de la calligraphie, les spectateurs étrangers qui ne savaient pas lire le japonais pouvaient néanmoins apprécier la calligraphie en tant qu'art, ce qui ouvrirait la calligraphie à un public international plus large.
Le rayonnement mondial précoce de Bokujinkai a été un succès en partie parce qu'il a coïncidé, aux États-Unis et en Europe, avec l'intérêt d'après-guerre pour l'art et l'esthétique japonais et pour la pratique et la philosophie du zen. La philosophie internationalisante de Bokujinkai a été influencée par les travaux des érudits Shin'ichi Hisamatsu, Tsutomu Ijima et Daisetz Teitaro Suzuki, qui croyaient tous que la pensée zen, bien que originaire du Japon, pouvait fonctionner comme une philosophie mondiale susceptible de remplacer les modes de pensée occidentaux. De même, Bokujinkai considérait leur travail comme quelque chose susceptible d'avoir une pertinence mondiale, mais néanmoins enraciné dans les philosophies fondamentales de la culture japonaise.

#### Forme et style
Morita a joué un rôle déterminant dans la codification de certains des principes artistiques formels qui sous-tendent la calligraphie. En 1953, il a émis la première théorie selon laquelle la calligraphie était basée sur trois grandes propriétés : 1) le temps (à la fois la durée nécessaire pour lire et pour écrire le caractère avec un pinceau), 2) l'espace (la façon dont la composition et la qualité de la ligne remplissaient la page blanche) et 3) la valeur littéraire (le caractère écrit). Tandis que les deux premières propriétés se chevauchaient avec la peinture abstraite, la troisième était ce qui distinguait la calligraphie de la peinture abstraite. Les membres de Bokujinkai ont également théorisé la manière dont la ligne et l'espace calligraphiques pourraient être différents de la ligne et de l'espace dans les peintures à l'huile.
Les membres de Bokujinkai ont également été influencés par le primitivisme de l’art moderne euro-américain, et plus particulièrement par la théorie de Saburō Hasegawa sur le « Vieux Japon et le Nouvel Occident ». En conséquence, dans leurs premières activités, ils ont activement étudié la calligraphie sino-japonaise ancienne et pré-moderne et ont incorporé des éléments formels de celle-ci dans leurs propres pratiques d’avant-garde.

#### Moji-sei
Les membres de Bokujinkai ont participé à un débat majeur qui a imprégné la calligraphie japonaise de l'après-guerre : la valeur du moji-sei (文字性, essence du caractère écrit) dans la calligraphie. À l'époque, certains calligraphes soutenaient que tant que les qualités formelles du travail calligraphique étaient visibles, il n'était pas réellement nécessaire d'écrire des moji (caractères écrits) lisibles. Cette affirmation troublait même les calligraphes expérimentaux qui, malgré leur désir d’innover, avaient néanmoins reçu une formation traditionnelle et estimaient que le caractère et son expression au pinceau constituaient le fondement de la calligraphie.
Morita, dans ses premiers écrits et activités, soutenait initialement une calligraphie qui rejetait le moji-sei. D’autres membres de Bokujinkai, dont Inoue, ont en réalité essayé de produire des œuvres sans référent lexical. Malgré son soutien à l'expérimentation, Morita affirma avec détermination en 1953 que le moji-sei était l'essence de la calligraphie. Le moji-sei est devenu un domaine clé dans lequel le désir de Bokujinkai d'avoir une importance mondiale est entré en conflit avec son objectif principal de modernisation de la calligraphie. Ironiquement, ignorer le moji-sei a rapproché la calligraphie de la peinture, mais cela a également suggéré la fin de la calligraphie en tant que pratique distincte — si seules les qualités formelles du coup de pinceau comptaient, alors la calligraphie pourrait aussi bien être la même que la peinture. Bokujinkai espérait sauver la calligraphie par la modernisation, mais en ignorant le moji-sei, ils ont montré la voie à son absorption par la peinture expressionniste abstraite.
En 1957, Morita et d'autres membres de Bokujinkai revinrent à l'accent mis sur le moji-sei et cessèrent de créer des œuvres non basées sur des caractères écrits. Morita en particulier a commencé à défendre le moji-sei comme un élément clé qui séparait la calligraphie japonaise de la peinture occidentale. Ce regain d'intérêt pour le moji-sei se reflétait de plus en plus dans le contenu des revues mensuelles du groupe, qui s'éloignaient des discussions sur l'art abstrait moderne et se tournaient vers des études sur la calligraphie chinoise et japonaise prémoderne.

### Postulats postérieurs
Depuis les années 1960, Bokujinkai s'est concentré sur la production de calligraphie d'avant-garde, l'organisation d'expositions collectives, la démonstration de calligraphie et la recherche et la publication sur la calligraphie du passé. La plupart des membres actuels sont soit des étudiants de Morita, soit des étudiants de ses étudiants. Les philosophies générales de Morita semblent éclairer une grande partie de l'identité du groupe, en particulier sa notion selon laquelle la calligraphie est « un espace pour écrire des caractères, où la vie intérieure vibrante de chacun danse et prend forme ». Plutôt qu'une mission expansive, le Bokujinkai d'aujourd'hui se concentre davantage sur la préservation du style avant-gardiste qu'il a contribué à créer.

## Œuvre

### Style général
Les cinq fondateurs de Bokujinkai n’ont pas commencé avec un style de groupe cohérent. Chacun a apporté sa propre forme d'expérimentation au groupe, et l'acceptation de styles et de perspectives variés a souligné l'importance accordée par le groupe à la liberté artistique individuelle.
Au fil du temps, un style libre a émergé dans le travail de Morita qui se reflète dans les œuvres des autres membres de Bokujinkai. Les œuvres calligraphiques représentatives de ce style sont généralement des compositions à grande échelle de shōjisūsho (少字数書, calligraphie de quelques caractères) exécutées avec des coups de pinceau gras et expressifs qui mettent l'accent sur l'étalement, le goutte-à-goutte et les éclaboussures d'encre. L'expression du pinceau et le mouvement corporel du calligraphe sont davantage mis en valeur que la lisibilité du caractère lui-même. Certains calligraphes – surtout dans les premières années du Bokujinkai – ont expérimenté différents matériaux, notamment d’énormes pinceaux, des balais de ménage, de la peinture à l’huile, de l'encaustique, de l'émail, de la laque et même des encres ou des peintures colorées. Il est désormais largement reconnu que ce mode de calligraphie a beaucoup en commun avec la peinture abstraite occidentale.
Aujourd'hui, ce style est largement considéré comme une catégorie distincte de calligraphie appelée zen'ei sho (前衛書, calligraphie d'avant-garde). Certains critiques l'appellent simplement gendai sho (現代書, calligraphie moderne), car ce genre de calligraphie est désormais assez courant et n'est plus « d'avant-garde ». De nombreux calligraphes qui font partie du Keiseikai contemporain continuent également à travailler dans ce mode, et ce style général ne doit donc pas être considéré comme unique aux membres du Bokujinkai. Cependant, grâce à ses activités internationales agressives dans les années 1950, Bokujinkai peut être crédité d'avoir fait connaître ce style dans tout le Japon et à l'étranger.

### Œuvres individuelles
Yūichi Inoue a produit une série d’œuvres sans référent lexical en 1955-1956. Ces œuvres utilisaient des matériaux non traditionnels tels que l'émail noir sur du papier kraft brossé avec un balai domestique, et étaient finies avec une couche transparente et brillante pour leur donner une surface lisse et dure comme celle des peintures à l'huile. Les larges coups de pinceau de ces œuvres révèlent la texture des poils du balai, en particulier sur les bords des coups où les poils semblent s'être écartés sous la force du corps d'Inoue. Malgré le mouvement visible des coups de pinceau, sans référence à un personnage spécifique, il est difficile de dire où Inoue a commencé et terminé l'œuvre, donnant à l'image globale un sentiment d'énergie chaotique et tourbillonnante. Et contrairement à la calligraphie traditionnelle, les coups de pinceau sortent également des limites du papier et laissent très peu d'espace négatif, alignant ainsi le style plus étroitement sur la méthode « all over » associée à des peintres tels que Claude Monet, Mark Tobey et Jackson Pollock. Les œuvres de la série sont simplement intitulées Œuvre n° 1, Œuvre n° 2, etc., soulignant davantage l'absence de caractères écrits et le chevauchement avec la peinture abstraite. Cependant, à la suite de l'insistance éventuelle des membres de Bokujinkai sur le moji-sei (文字性, l'essence du caractère écrit), Inoue est revenu plus tard à des œuvres écrivant des caractères spécifiques.
Les œuvres de Shiryū Morita sont presque entièrement des œuvres à grande échelle composées de quelques personnages peints à l’encre sur papier. Comme Inoue, ses œuvres mettent l'accent sur l'expression dramatique de soi à travers l'encre, et il a continué à expérimenter avec des matériaux inhabituels tout en préservant le moji-sei dans ses œuvres ultérieures. Par exemple, son œuvre de 1969, Ryū wa ryū o shiru (龍知龍, Le dragon connaît le dragon), conservée à l'Art Institute of Chicago, est très expressive et difficile à lire, mais comporte néanmoins trois personnages distincts qui semblent correspondre à ceux du titre. Bien que peint sur un paravent japonais traditionnel, le fond est en papier noir uni plutôt que blanc, et la calligraphie est appliquée avec une peinture métallique recouverte de vernis jaune pour paraître dorée. L'œuvre renverse simultanément la palette de couleurs de la calligraphie à l'encre sur papier et rappelle les paravents japonais traditionnels exécutés sur du papier doré.
Aujourd'hui, une grande partie du style et de la philosophie de Morita est conservée dans les œuvres de son élève et leader du Bokujinkai Sōsai Inada, qui produit des œuvres calligraphiques à grande échelle de quelques caractères avec des coups de pinceau audacieux et expressifs.

### Processus
La plupart des membres du Bokujinkai ont encore tendance à travailler individuellement, mais surtout depuis les années 1960, il est devenu courant de faire des démonstrations publiques de leur travail. Pour les calligraphes qui créent des œuvres composées de quelques caractères écrits avec un énorme pinceau, une énergie physique importante est impliquée et le processus peut être dramatique et dynamique à observer. Inoue et Morita ont tous deux autorisé des visites d'atelier et ont fait des démonstrations qui ont été photographiées et largement distribuées dans la presse japonaise et étrangère. Des scènes des premiers membres de Bokujinkai au travail ont également été capturées par l'artiste Pierre Alechinsky dans son court métrage de 1957, Japanese calligraphy. Bien que Bokujinkai soit aujourd'hui moins connu au niveau international, ses membres continuent de faire des démonstrations publiques lors de la réunion annuelle du groupe.

## Publications
Une grande partie du développement de la philosophie, des activités et des intérêts de Bokujinkai peut être retracée à travers les journaux mensuels du groupe édités par Morita. Ces publications présentaient une grande variété de documents, notamment des critiques d’expositions, des articles de recherche, des commentaires critiques, des analyses visuelles ainsi que des tables rondes et des discussions. Les publications envoyées à l'étranger, principalement Bokubi, ont été imprimées avec des traductions multilingues, principalement en anglais et en français, pour contribuer à la diffusion mondiale.

### Bokubi
Bokubi a été inauguré par Morita en juin 1951 avant la formation de Bokujinkai. Dès le début, le périodique présentait des artistes et du contenu internationaux, et sa diffusion était une forme majeure de sensibilisation et de publicité pour la calligraphie d'avant-garde. Au cours des premières années du Bokujinkai, le Bokubi était l'un des outils les plus importants pour établir des contacts avec les artistes et les cercles artistiques européens et américains, en partie parce que le grand nombre de reproductions de calligraphie signifiait que les non-japonais pouvaient en apprendre davantage sur les nouvelles œuvres même sans pouvoir lire les articles qui les accompagnaient. Le contenu de Bokubi est devenu plus conservateur dans les années 1960 et la publication a cessé en 1981.

#### «Alpha-bu»
« Alpha-bu » (α部, « section Alpha ») était une chronique révolutionnaire organisée par Morita et publiée dans Bokubi de juin 1950 à février 1953. Elle comportait des reproductions de plusieurs œuvres de calligraphie, qui éliminaient toutes le moji-sei (文字性, essence du caractère écrit). Morita a invité l'artiste Saburō Hasegawa à évaluer les contributions, et le commentaire écrit de Hasegawa a été publié parallèlement aux contributions. La chronique était une expérience visant à trouver et à célébrer la « forme pure » de la calligraphie, avec l’idée qu’en se concentrant uniquement sur les qualités formelles de l’encre et du pinceau, l’essence de la calligraphie qui devait être maintenue pour l’avenir deviendrait évidente. Cependant, la colonne n'a été publiée que quelques années et, bien qu'il s'agisse d'une expérience remarquable, elle est considérée par de nombreux calligraphes comme un événement singulier plutôt que comme un ensemble d'œuvres influent.

### Bokujin
Bokujin a été créé en 1952 en tant que journal dédié du Bokujinkai. Contrairement à Bokubi, Bokujin était principalement destiné à être un journal interne pour les membres du groupe et les sympathisants. Il continue à remplir cette fonction pour Bokujinkai aujourd'hui.

## Expositions
Bokujinkai organise ses propres expositions collectives sur une base annuelle depuis 1953 et continue de le faire aujourd'hui. Depuis sa création, le groupe a sciemment choisi de ne pas soumettre d’œuvres à des expositions jugées par des calligraphes conservateurs. Au cours des premières années du groupe, les membres de Bokujinkai ont plutôt exposé leurs œuvres lors d'expositions d'art, notamment celles de l'association Gendai Bijutsu Kondankai (現代美術懇談会, Groupe de discussion sur l'art contemporain), en abrégé : ゲンビ (Genbi), Les réunions de Genbi ont également étudié comment les arts traditionnels du Japon pourraient être modernisés et comment ils pourraient atteindre un certain degré de pertinence à l'international.
Jusqu’au début des années 1960, les membres du groupe ont également exposé leurs œuvres dans des lieux internationaux de premier plan. Les œuvres des membres de Bokujinkai ont été incluses dans l'exposition Japanese Calligraphy au Museum of Modern Art de New York en 1954. Morita et Hasegawa ont joué un rôle organisationnel clé en recommandant des œuvres et des artistes pour l’exposition. Les œuvres des membres de Bokujinkai ont également été présentées lors d'une exposition au Musée Cernuschi à Paris en 1956, à la Documenta de Kassel en 1959 et à la Biennale de São Paulo en 1956, 1959 et 1961.

## Accueil
Dans les années 1950, les œuvres de Bokujinkai ont été largement discutées et examinées au Japon et à l'étranger, en grande partie grâce aux expositions importantes du groupe et à la diffusion du périodique Bokubi.

### Au Japon
Les calligraphes de Bokujinkai furent d’abord facilement acceptés par le monde de l’art au Japon et s’engagèrent fréquemment dans des dialogues, des collaborations et des expositions avec d’éminents artistes modernes. Certaines personnalités éminentes du monde de l'art japonais ont finalement estimé que le Bokujinkai n'était pas suffisamment radical ou expérimental, précisément parce qu'elles continuaient à s'accrocher au moji-sei (文字性, essence du caractère écrit). Cette croyance a été exprimée par le leader du Gutai, Jirō Yoshihara, ainsi que par le critique d'art Shūzō Takiguchi, qui a écrit en 1957 que les œuvres de Bokujinkai préservaient encore les normes traditionnelles de la calligraphie. Yoshihara a exhorté le groupe à abandonner le moji-sei, mais leur décision de le préserver a créé une distance entre la calligraphie et l'expérimentation croissante de la peinture d'avant-garde au Japon. Les avancées de Bokujinkai ont été occultées par les activités plus radicales et voyantes d'autres groupes artistiques, en particulier Gutai.

### À l'international
Dans les années 1950, les œuvres des membres de Bokujinkai ont reçu une attention considérable de la part des critiques d'art européens et américains. Ces critiques ont analysé la calligraphie japonaise d’avant-garde principalement en relation avec la peinture abstraite d’après-guerre. L'exposition Japanese Calligraphy de 1954 au MoMA, par exemple, a été couverte par le Washington Post et Arts Digest, et dans les deux revues, des parallèles ont été établis entre les œuvres calligraphiques d'avant-garde et les peintures expressionnistes abstraites exposées à New York,.
Malgré l'accueil chaleureux réservé initialement au rayonnement international de Bokujinkai, une réaction critique s'est ensuite développée, suscitée en grande partie par l'influent critique d'art Clement Greenberg. Celui-ci a critiqué les discussions dans le monde de l'art américain selon lesquelles la peinture expressionniste abstraite monochrome répondait à la calligraphie japonaise. Dans son article « American Type Painting », il a déclaré qu'« aucun des principaux expressionnistes abstraits, à l'exception de [Franz] Kline, n'a montré plus qu'un intérêt superficiel pour l'art oriental, et il est facile de démontrer que les racines de leur art se trouvent presque entièrement dans la tradition occidentale ». Cet essai était représentatif d'une tendance croissante dans le monde de l'art américain à rejeter les influences extérieures et a contribué à l'affaiblissement de l'enthousiasme pour le Bokujinkai dans les cercles artistiques occidentaux. Cette position nationaliste a également contribué à son tour au retrait éventuel de Bokujinkai de l'activité internationale.